# Rimling
 Rimling  es una población y comuna francesa, en la región de Lorena, departamento de Mosela, en el distrito de Sarreguemines y cantón de Volmunster.

## Demografía
| 467 | 467 | 484 | 488 | 464 | 494 |
| Para los censos de 1962 a 1999 la población legal corresponde a la población sin duplicidades (Fuente: INSEE [Consultar]) |     |     |     |     |     |